# Шунги (деревня)
Шунги (фр. Choungui) — деревня в заморском департаменте Франции Майотта. Является самой большой из деревень образующих коммуну Кани-Кели в юго-западной части острова Майотта.

## Описание
Деревня Шунги расположена в 23 км к юго-западу от Мамуцу. Находится на высоте 289 метров над уровнем моря в юго-западной части острова. В 2007 году в деревне проживало 772 человека. В южной части деревни находится гора Шунги, которая является одной из самых высоких на острове.